# Intel 8080
Intel 8080 je 8-bitni mikroprocesor kojeg je razvila američka tvrtka Intel, i koji je bio pušten u prodaju 1974. Ovaj 8-bitni mikroprocesor je jako utjecao na razvoj računarske industrije, prvenstveno operacijskog sustava CP/M. I dan danas (2007.) inačice ovog mikroprocesora koriste se u industrijske svrhe kao kontroleri za industrijske procese, ili u proizvodima široke potrošnje. Intel 8080 je utjecao na razvoj drugih Intelovih mikroprocesora, kao i na razvoj mikroprocesora Zilog Z80.

## Tehnički podatci
- takt: 2MHz
- broj tranzistora: 6.000
- kućište: DIP 40 iglica
- tehnologija: 6 µm NMOS
- adresna sabirnica: 16-bita (64Kb)
- podatkovna sabirnica: 8-bita
- broj naredbi: ??

Raspored iglica
| Broj Iglice | Signal  | Vrsta      | Opaska |
| ----------- | ------- | ---------- | --- |
| 1           | A10     | Izlaz      | Adresna Sabirnica 10 |
| 2           | GND     | -          | Uzemljenje |
| 3           | D4      | Dvosmjerna | Dvosmjerna podatkovna sabirnica. - D0 - D1 - D2 - D3 - D4 - D5 - D6 - D7                                                                            |
| 4           | D5      | Dvosmjerna | Dvosmjerna podatkovna sabirnica. - D0 - D1 - D2 - D3 - D4 - D5 - D6 - D7                                                                            |
| 5           | D6      | Dvosmjerna | Dvosmjerna podatkovna sabirnica. - D0 - D1 - D2 - D3 - D4 - D5 - D6 - D7                                                                            |
| 6           | D7      | Dvosmjerna | Dvosmjerna podatkovna sabirnica. - D0 - D1 - D2 - D3 - D4 - D5 - D6 - D7                                                                            |
| 7           | D3      | Dvosmjerna | Dvosmjerna podatkovna sabirnica. - D0 - D1 - D2 - D3 - D4 - D5 - D6 - D7                                                                            |
| 8           | D2      | Dvosmjerna | Dvosmjerna podatkovna sabirnica. - D0 - D1 - D2 - D3 - D4 - D5 - D6 - D7                                                                            |
| 9           | D1      | Dvosmjerna | Dvosmjerna podatkovna sabirnica. - D0 - D1 - D2 - D3 - D4 - D5 - D6 - D7                                                                            |
| 10          | D0      | Dvosmjerna | Dvosmjerna podatkovna sabirnica. - D0 - D1 - D2 - D3 - D4 - D5 - D6 - D7                                                                            |
| 11          | -5 V    | -          | Negativno napajanje -5 V. Ovo napajanje se prvo mora spojiti ili zadnje napajanje koje se otpušta. Inače ako je drugačije, procesor će se oštetiti. |
| 12          | R       | Ulaz       | Reset, prisiljava da se izvršavaju naredbe na adresi 0000h                                                                                          |
| 13          | DMA     | Ulaz       | Zahtjev za izravni pristup memoriji |
| 14          | INT     | Ulaz       | Zahtjev za prekidom |
| 15          | CLC2    | Ulaz       | Druga faza unutrašnjeg sata |
| 16          | ACK INT | Izlaz      | Koristi se za potvrđivanje prekida. |
| 17          | RD      | Izlaz      | Signalna igla za čitanje podataka iz memorije ili na ulazu                                                                                          |
| 18          | WR      | Izlaz      | Signal za čitanje podataka u memoriju ili na ulazu                                                                                                  |
| 19          | S       | Izlaz      | |
| 20          | 5 V     | -          | Napajanje + 5 V |
|             |         |            | |
| 21          | ACK DMA | Izlaz      | Potvrda izravnog pristupa memoriji |
| 22          | CLC1    | Ulaz       | Prva faza unutrašnjeg sata |
| 23          | RDY     | Ulaz       | Čekanje |
| 24          | WAIT    | Izlaz      | Wait procesor je u fazi čekanja |
| 25          | A0      | Izlaz      | Adresna sabirnica |
| 26          | A1      | Izlaz      | Adresna sabirnica |
| 27          | A2      | Izlaz      | Adresna sabirnica |
| 28          | 12 V    | -          | Napajanje 12 V |
| 29          | A3      | Izlaz      | Adresna sabirnica |
| 30          | A4      | Izlaz      | Adresna sabirnica |
| 31          | A5      | Izlaz      | Adresna sabirnica |
| 32          | A6      | Izlaz      | Adresna sabirnica |
| 33          | A7      | Izlaz      | Adresna sabirnica |
| 34          | A8      | Izlaz      | Adresna sabirnica |
| 35          | A9      | Izlaz      | Adresna sabirnica |
| 36          | A15     | Izlaz      | Adresna sabirnica |
| 37          | A12     | Izlaz      | Adresna sabirnica |
| 38          | A13     | Izlaz      | Adresna sabirnica |
| 39          | A14     | Izlaz      | Adresna sabirnica |
| 40          | A11     | Izlaz      | Adresna sabirnica |